# ناتالی استوتزمن
ناتالی استوتزمَن (فرانسوی: Nathalie Stutzmann‎؛ زادهٔ ۱۹۶۵) یک رهبر ارکستر و خواننده اپرا اهل فرانسه است.
وی آواز را نخست از مادرش (کریستیان استوتزمن، خوانندهٔ تِنور) و سپس در «کنسرواتوار نانسی» و «دانشکده موسیقی و اپرای پاریس» زیر نظر هانس هتر آموخت و نخستین اجرای آوازی‌اش در سال ۱۹۸۵ میلادی در سالن «سال پله‌یل» در پاریس بود.
او بواسطهٔ صدای «کنترآلتو» (صدای بم زنانه) و همچنین «رهبری ارکستر» شهرت دارد و رپرتوارهای او گسترهٔ وسیعی از آثار مشهور را در سبک باروک، کلاسیک، رمانتیسم و موسیقی قرن بیستم شامل می‌شود. او در عین حال نوازندهٔ پیانو، فاگوت و موسیقی مجلسی هم هست.
ناتالی استوتزمن بابت اجراهایش تا کنون، برندهٔ جوایز گوناگونی از جمله، «جایزه گرمی» شده است.